# Terapie intensivă (Star Trek: Voyager)
„Terapie intensivă” (titlu original: „Critical Care”) este al 5-lea episod din al șaptelea sezon (și ultimul) al serialului TV american științifico-fantastic Star Trek: Voyager și al 151-lea episod în total. A avut premiera la 1 noiembrie 2000 pe canalul UPN.

## Prezentare
Programul Doctorului este furat, iar acesta este forțat să lucreze într-un spital extraterestru, unde, cu iscusință, reușește să manipuleze sistemul pentru a oferi servicii medicale etice.

## Actori ocazionali
- John Kassir – Gar
- Dublin James – Tebbis
- Larry Drake – Administrator Chellick
- Gregory Itzin – Dr. Dysek
- Paul Scherrer – Voje
- John Franklin – Kipp
- Brooks Bonstin – Miner
- Christina Chauncey – Level Blue Nurse
- John Durbin – Alien Miner
- Debi A. Monahan – Gar's Companion
- Jim O'Heir – Husband
- Stephen O'Mahoney – Med Tech
- William Daniels – Hospital Ship Allocation Alpha (voce)